# Meruzalka vosková

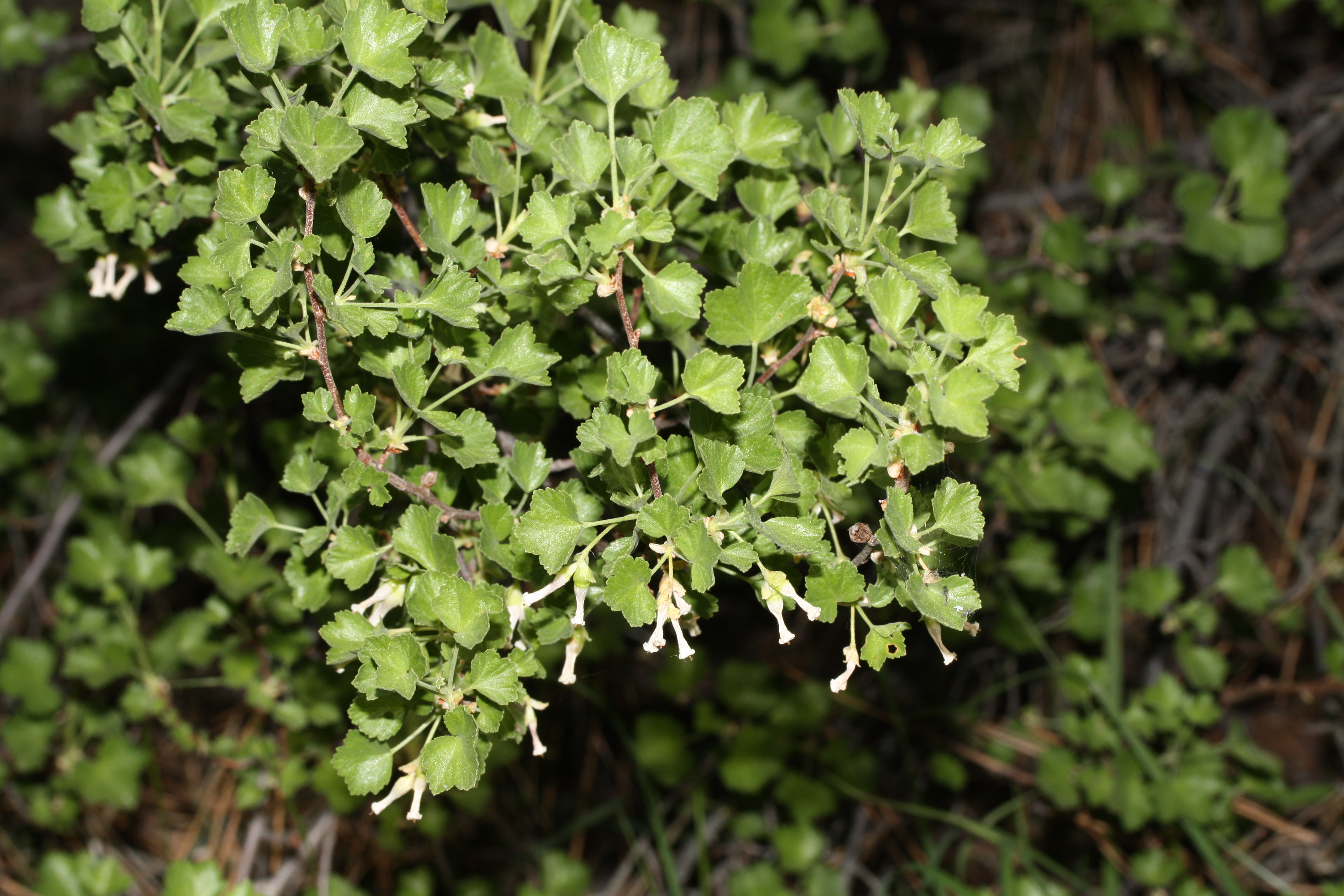
Listy

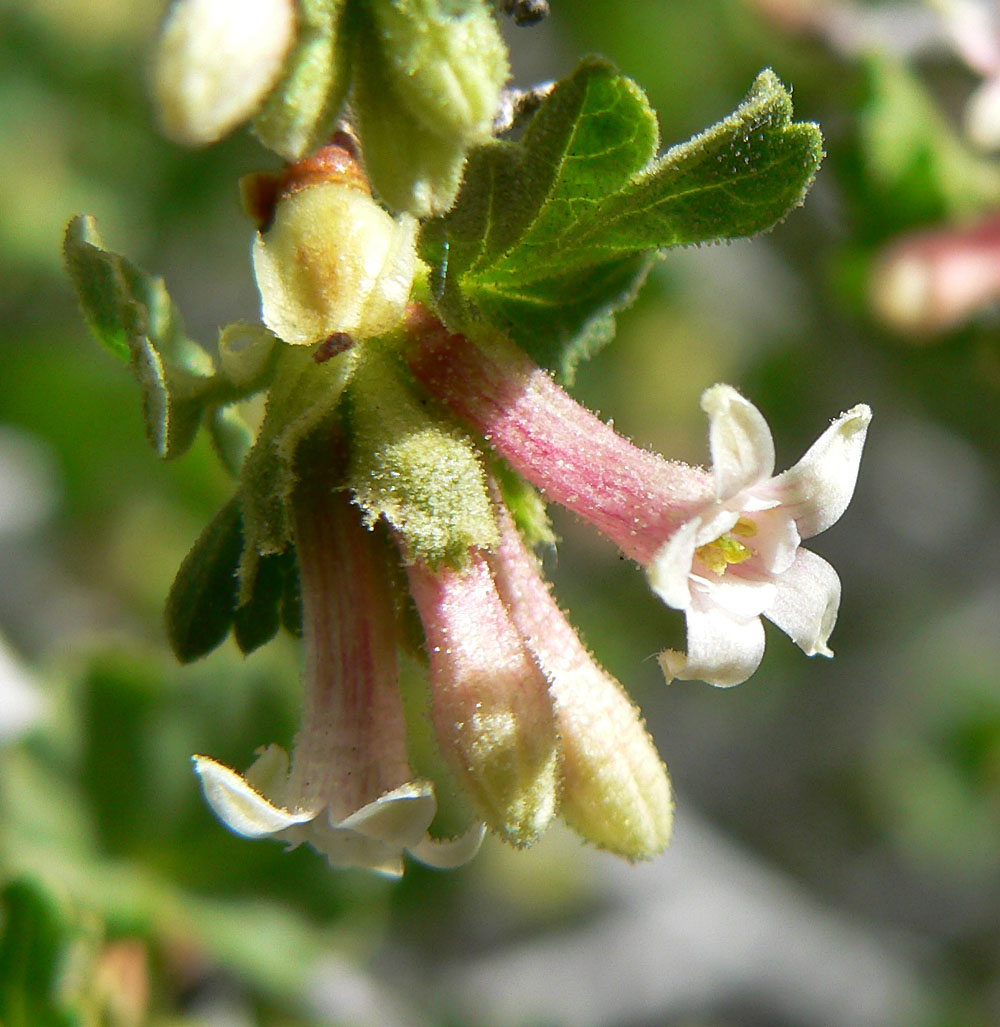
Květy

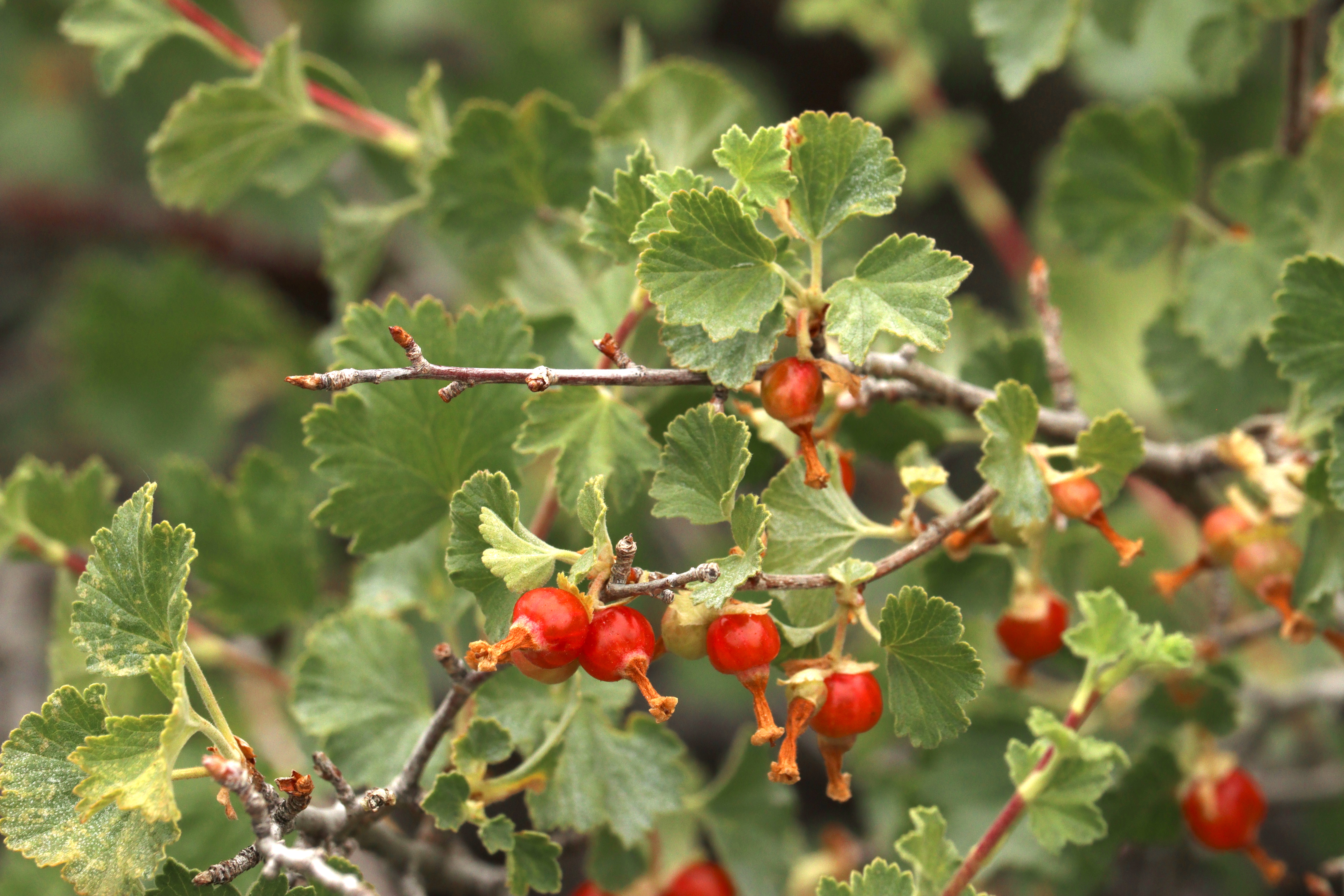
Plody

Meruzalka vosková (Ribes cereum) je opadavý keř, vysoký do 1,5 m, který roste hlavně na severozápadě Spojených států amerických. Rostlina je hustě větvená, její větve jsou bez trnů a koncem léta na nich dozrávají červené bobule, jež jsou poživatelné, ale bez chuti.

## Rozšíření
Vyskytuje se v prériích, suchých roklích, kaňonech a ojediněle i otevřených lesích na západě Severní Ameriky. Zabírá území ohraničené na jihu severozápadem Mexika, oblastmi Sonora a Kalifornský poloostrov. Ve Spojených státech roste ve státech Kalifornie, Arizona, Nové Mexiko, Oklahoma, Nevada, Utah, Colorado, Oregon, Washington, Wyoming, Montana, Nebraska, Jižní a Severní Dakota. Severněji, v Kanadě, je rozšířena ve dvou provinciích, v Albertě a Britské Kolumbii.

## Ekologie
Roste na místech s plným osluněním, na suché i vlhké, avšak dobře odvodněné půdě. Výška i rozložitost keře je odvislá od dostatku vláhy i výživy obsažené v půdě, obvykle se vyskytuje v nadmořské výšce 1500 ž 4000 m n. m. Vyrůstá na různých substrátech, od písčitých a hlinitých až po jílovité, často se vyskytuje jen v tenké vrstvě půdy na původním čedičovém či hadcovém lávovém proudu. Pro dřevinu jsou vhodné půdy mírně kyselé, neutrální i zásadité.
Zhusta roste v řídkém společenstvu otevřených jehličnatých i listnatých lesů a v různorodé křovinné vegetaci; biotopy jsou odlišné podle nadmořské výšky i případné existence srážkového stínu. Odolává letnímu horku i zimním mrazům, kdy spolehlivě přečká i -20 °C. Zprůměrované roční srážky v daných oblastech jsou jen okolo 340 mm, většina deště spadne v období mezi dubnem a zářím. Průměrná nejvyšší denní letní teplota je 27 °C a zimní -6 °C.
Květy jsou opylované hlavně čmeláky a včelami, v jižních oblastech i kolibříky, kterým poskytují nektar i pyl. Kvetou od dubna do června a plody dozrávají v srpnu a září, po dosažení zralosti se sesychají a opadávají. Rostlina začíná plodit ve věku asi tří let. Jen velmi málo odolává i jen nízkoenergetickým požárům, při kterých bývá vážně poškozena či usmrcena. Na stanovištích se po požáru opětovně regeneruje semenem, oheň podporuje jejich klíčení. Za slunného teplého dne rostlina vydává výraznou kořeněnou vůni. Ve stínu jen málo kvete a neplodí. Je dřevinou krátkověkou, v přírodě vytrvávají její jednotlivé části šest až osm let, obnovují se vegetativními výhonky a semeny. Počet chromozomů 2n = 16, stupeň ploidie x = 8.

## Popis
Keř se vzpřímeně rostoucími, jen slabě rozkladitými větvemi, jenž bývá vysoký od 20 po 200 cm, je hustě větvený a v obryse poměrně pravidelný. Četné pevné větve jsou beztrnné, kůru mají hladkou a tmavě šedou, letorosty bývají jemně žláznatě chlupaté.
Listy s asi 1 cm dlouhým řapíkem vyrůstají na větvích střídavě, mají čepel ledvinovitou až široce klínovitou, dlouhou 5 až 40 mm a širokou od 6 po 50 mm. Na bázi bývá listová čepel klínovitá nebo uťatá a na vrcholu mělce rozštěpená do tří až pěti zaokrouhlených laloků, po obvodě je hrubě vroubkovaná a po obou stranách pokrytá četnými žlázkami. Na podzim před opadem listy žloutnou. Jejich zimní pupeny bývají hnědé či načervenalé a jsou chráněné nečetnými, střechovitě uspořádanými šupinami.
Květenství je hrozen tvořený dvěma až osmi nicími, bělavými květy na krátkých stopkách, které vyrůstají na lepkavě žláznatém vřeteně. Květy jsou pětičetné, oboupohlavné, jejich bělavá či narůžovělá češule má tvar úzké trubky asi 7 mm dlouhé. Kalich je zelenobílý nebo narůžovělý, asi 2 mm dlouhý, jeho vytrvalé, vejčité, rozprostřené lístky 1 až 3 mm dlouhé se nepřekrývají. Korunní lístky, okolo 3 mm dlouhé, jsou rovné nebo okrouhlé, bílé až růžové a jsou volné. Pět tyčinek se žlutými prašníky, obsahující kulovitá pylová zrna, je ukryto v trubici češule. Semeník je spodní a bývá slabě žláznatý. Čnělky nesoucí blizny jsou dvě, bývají okolo 10 mm dlouhé a ční z trubky češule. Okolo paty čnělek je žláznatý val, který produkuje nektar lákající opylovače.
Plod je vejčitá, asi 1 cm dlouhá, dužnatá, matná nebo jasně oranžová či červená bobule, která má na vrcholu zbytek po vytrvalém kalichu a obsahuje drobná semena s endospermem. Bobule jsou na povrchu porostlé chlupy, jsou jedlé, ale bez výrazné chuti.

## Rozmnožování
Keře jen málo tvoří odnože, kterými by se šířily po stanovišti. Obvykle se přirozeně rozšiřují semeny, která ve zralých plodech padají do těsné blízkosti nebo jsou dále roznášena ptáky či drobnými savci, již plody konzumují. Semena zůstávají životaschopná po mnoho let, případný slabý oheň z okolních travin indukuje vyklíčení semen uložených v půdě. Díky jim se rostlina po nevelkém požáru většinou stává na spálenisku pionýrskou dřevinou.
Skladovaná semena si podržují klíčivost i sedmnáct let, před výsadbou potřebují čtyři až pět měsíců chladné stratifikace při teplotě pod bodem mrazu, vysévají se do chladného pařeniště. Semenáče se ven vysazují až druhým rokem. Keře lze množit i řízkováním, kdy mladé řízky s patkou starého dřeva se vysazují na přelomu starého a nového roku.

## Význam
Dřevina poskytuje potravu a úkryt pro drobná volně žijící zvířata. Její listy nejsou pro býložravce příliš chutné, zato plody jsou v zimním období vyhledávané ptáky i četnými drobnými savci. Výživné jsou i mladé jarní větvičky s pupeny, obsahují hodně bílkovin, fosforu a vápníku. Obyvatelé v předkolumbovské éře plody jedli i sušili, nyní se již téměř nekonzumují. Rostlina není nijak zvlášť vzhledná a v okrasných zahradách či parcích bývá vysazována jen ojediněle.
Meruzalka vosková je považován za alternativního hostitele rzi vejmutovkové (Cronartium ribicola), která napadá pětijehličné druhy borovic. Proto byly v některých oblastech meruzalky vymýcené, na množství poškozených borovic se to ale neprojevilo.